# 199688 Kisspéter
(199688) Kisspéter, denumire internațională (199688) Kisspeter, este un asteroid din centura principală de asteroizi.

## Descriere
199688 Kisspéter este un asteroid din centura principală de asteroizi. A fost descoperit pe 21 aprilie 2006 la Piszkesteto de Krisztián Sárneczky. Asteroidul prezintă o orbită caracterizată de o semiaxă mare de 3,07 ua, o excentricitate de 0,11 și o înclinație de 11,3° în raport cu ecliptica.